# UEFA 슈퍼컵
UEFA 슈퍼컵(UEFA Super Cup)은 매년 UEFA 챔피언스리그 우승 팀과 UEFA 유로파리그의 우승 팀끼리 겨루는 대회이다.
1972 시즌부터 1999 시즌까지는 UEFA 챔피언스리그 우승 팀과 UEFA 컵위너스컵 우승 팀이 대결하는 방식이었지만 1999년 UEFA 컵위너스컵이 UEFA컵에 통합되면서 UEFA 챔피언스리그 우승 팀과 UEFA컵(2009년에 UEFA 유로파리그로 대회명 변경) 우승 팀이 대결하는 방식으로 바뀌게 된다. 1997 시즌까지는 홈 앤 어웨이 방식으로 진행되었지만 1998 시즌부터는 단판 승부로 진행되고 있다.

## 결과

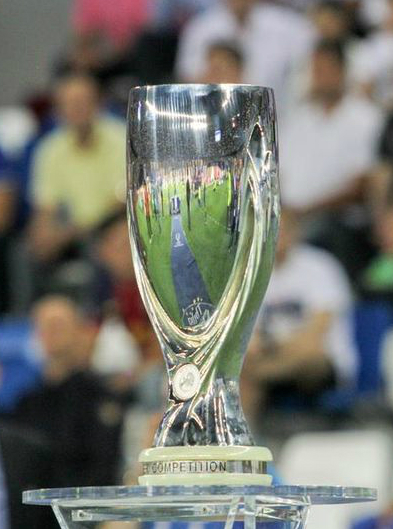
UEFA 슈퍼컵 우승 팀에 수여되는 트로피

UEFA 슈퍼컵 우승 팀에 수여되는 트로피

| 연도 | 우승                    | 결과                          | 준우승                    | 경기장                                                                                         |
| ---- | ----------------------- | ----------------------------- | ------------------------- | ---------------------------------------------------------------------------------------------- |
| 1972 | 아약스                  | 3 - 1 3 - 2                   | 레인저스                  | 아이브록스 스타디움 ( 스코틀랜드 글래스고) 암스테르담 올림픽 스타디움 ( 네덜란드 암스테르담)   |
| 1973 | 아약스                  | 0 - 1 6 - 0                   | AC 밀란                   | 스타디오 주세페 메아차 ( 이탈리아 밀라노) 암스테르담 올림픽 스타디움 ( 네덜란드 암스테르담)    |
| 1974 | 바이에른 뮌헨           | 미개최                        | 마그데부르크              |                                                                                                |
| 1975 | 디나모 키이우           | 1 - 0 2 - 0                   | 바이에른 뮌헨             | 뮌헨 올림픽 스타디움 ( 서독 뮌헨) 공화국 경기장 ( 소련 키이우)                                 |
| 1976 | 안데를레흐트            | 1 - 2 4 - 1                   | 바이에른 뮌헨             | 뮌헨 올림픽 스타디움 ( 서독 뮌헨) 콘스탄트 판던 스톡 스타디온 ( 벨기에 브뤼셀)                 |
| 1977 | 리버풀                  | 1 - 1 6 - 0                   | 함부르크 SV               | 폴크스파르크슈타디온 ( 서독 함부르크) 안필드 ( 잉글랜드 리버풀)                                |
| 1978 | 안데를레흐트            | 3 - 1 1 - 2                   | 리버풀                    | 콘스탄트 판던 스톡 스타디온 ( 벨기에 브뤼셀) 안필드 ( 잉글랜드 리버풀)                         |
| 1979 | 노팅엄 포레스트         | 1 - 0 1 - 1                   | 바르셀로나                | 시티 그라운드 ( 잉글랜드 노팅엄) 캄 노우 ( 스페인 바르셀로나)                                  |
| 1980 | 발렌시아                | 1 - 2 (원정) 1 - 0 (원정)     | 노팅엄 포레스트           | 시티 그라운드 ( 잉글랜드 노팅엄) 에스타디오 데 메스타야 ( 스페인 발렌시아)                     |
| 1981 | 리버풀                  | 미개최                        | 디나모 트빌리시           |                                                                                                |
| 1982 | 애스턴 빌라             | 0 - 1 3 - 0 (연장)            | 바르셀로나                | 캄 노우 ( 스페인 바르셀로나) 빌라 파크 ( 잉글랜드 버밍엄)                                      |
| 1983 | 애버딘                  | 0 - 0 2 - 0                   | 함부르크 SV               | 폴크스파르크슈타디온 ( 서독 함부르크) 피토드리 스타디움 ( 스코틀랜드 애버딘)                   |
| 1984 | 유벤투스                | 2 - 0                         | 리버풀                    | 스타디오 코무날레 ( 이탈리아 토리노)                                                           |
| 1985 | 유벤투스                | 미개최                        | 에버턴                    |                                                                                                |
| 1986 | 스테아우아 부쿠레슈티   | 1 - 0                         | 디나모 키이우             | 스타드 루이 II ( 모나코)                                                                       |
| 1987 | 포르투                  | 1 - 0                         | 아약스                    | 암스테르담 올림픽 스타디움 ( 네덜란드 암스테르담) 이스타디우 다스 안타스 ( 포르투갈 포르투)    |
| 1988 | 메헬렌                  | 3 - 0 0 - 1                   | PSV 에인트호번            | 아르호스타디온 아흐터르 더 카제르너 ( 벨기에 메헬렌) 필립스 스타디온 ( 네덜란드 에인트호번)    |
| 1989 | AC 밀란                 | 1 - 1 1 - 0                   | 바르셀로나                | 캄 노우 ( 스페인 바르셀로나) 스타디오 주세페 메아차 ( 이탈리아 밀라노)                         |
| 1990 | AC 밀란                 | 1 - 1 2 - 0                   | 삼프도리아                | 스타디오 루이지 페라리스 ( 이탈리아 제노바) 스타디오 레나토 달라라 ( 이탈리아 볼로냐)          |
| 1991 | 맨체스터 유나이티드     | 1 - 0                         | 츠르베나 즈베즈다         | 올드 트래퍼드 ( 잉글랜드 맨체스터)                                                             |
| 1992 | 바르셀로나              | 1 - 1 2 - 1                   | 베르더 브레멘             | 베저슈타디온 ( 독일 브레멘) 캄 노우 ( 스페인 바르셀로나)                                       |
| 1993 | 파르마                  | 0 - 1 2 - 0 (연장)            | AC 밀란                   | 스타디오 엔니오 타르디니 ( 이탈리아 파르마) 스타디오 주세페 메아차 ( 이탈리아 밀라노)          |
| 1994 | AC 밀란                 | 0 - 0 2 - 0                   | 아스널                    | 아스널 스타디움 ( 잉글랜드 런던) 스타디오 주세페 메아차 ( 이탈리아 밀라노)                     |
| 1995 | 아약스                  | 1 - 1 4 - 0                   | 레알 사라고사             | 에스타디오 데 라 로마레다 ( 스페인 사라고사) 암스테르담 올림픽 스타디움 ( 네덜란드 암스테르담) |
| 1996 | 유벤투스                | 6 - 1 3 - 1                   | 파리 생제르맹             | 파르크 데 프랭스 ( 프랑스 파리) 스타디오 렌초 바르베라 ( 이탈리아 팔레르모)                    |
| 1997 | 바르셀로나              | 2 - 0 1 - 1                   | 보루시아 도르트문트       | 캄 노우 ( 스페인 바르셀로나) 베스트팔렌슈타디온 ( 독일 도르트문트)                             |
| 1998 | 첼시                    | 1 - 0                         | 레알 마드리드             | 스타드 루이 II ( 모나코)                                                                       |
| 1999 | 라치오                  | 1 - 0                         | 맨체스터 유나이티드       | 스타드 루이 II ( 모나코)                                                                       |
| 2000 | 갈라타사라이            | 2 - 1 (연장)                  | 레알 마드리드             | 스타드 루이 II ( 모나코)                                                                       |
| 2001 | 리버풀                  | 3 - 2                         | 바이에른 뮌헨             | 스타드 루이 II ( 모나코)                                                                       |
| 2002 | 레알 마드리드           | 3 - 1                         | 페예노르트                | 스타드 루이 II ( 모나코)                                                                       |
| 2003 | AC 밀란                 | 1 - 0                         | 포르투                    | 스타드 루이 II ( 모나코)                                                                       |
| 2004 | 발렌시아                | 2 - 1                         | 포르투                    | 스타드 루이 II ( 모나코)                                                                       |
| 2005 | 리버풀                  | 3 - 1 (연장)                  | CSKA 모스크바             | 스타드 루이 II ( 모나코)                                                                       |
| 2006 | 세비야                  | 3 - 0                         | 바르셀로나                | 스타드 루이 II ( 모나코)                                                                       |
| 2007 | AC 밀란                 | 3 - 1                         | 세비야                    | 스타드 루이 II ( 모나코)                                                                       |
| 2008 | 제니트 상트페테르부르크 | 2 - 1                         | 맨체스터 유나이티드       | 스타드 루이 II ( 모나코)                                                                       |
| 2009 | 바르셀로나              | 1 - 0 (연장)                  | 샤흐타르 도네츠크         | 스타드 루이 II ( 모나코)                                                                       |
| 2010 | 아틀레티코 마드리드     | 2 - 0                         | 인테르나치오날레          | 스타드 루이 II ( 모나코)                                                                       |
| 2011 | 바르셀로나              | 2 - 0                         | 포르투                    | 스타드 루이 II ( 모나코)                                                                       |
| 2012 | 아틀레티코 마드리드     | 4 - 1                         | 첼시                      | 스타드 루이 II ( 모나코)                                                                       |
| 2013 | 바이에른 뮌헨           | 2 - 2 (연장) 5 - 4 (승부차기) | 첼시                      | 에덴 아레나 ( 체코 프라하)                                                                     |
| 2014 | 레알 마드리드           | 2 - 0                         | 세비야                    | 카디프 시티 스타디움 ( 웨일스 카디프)                                                          |
| 2015 | 바르셀로나              | 5 - 4 (연장)                  | 세비야                    | 보리스 파이차제 경기장 ( 조지아 트빌리시)                                                      |
| 2016 | 레알 마드리드           | 3 - 2 (연장)                  | 세비야                    | 레르켄달 스타디온 ( 노르웨이 트론헤임)                                                         |
| 2017 | 레알 마드리드           | 2 - 1                         | 맨체스터 유나이티드       | 필리포스 2세 아레나 ( 마케도니아 공화국 스코페)                                                |
| 2018 | 아틀레티코 마드리드     | 4 - 2 (연장)                  | 레알 마드리드             | A. 레 코크 아레나 ( 에스토니아 탈린)                                                           |
| 2019 | 리버풀                  | 2 - 2 (연장) 5 - 4 (승부차기) | 첼시                      | 보다폰 아레나 ( 튀르키예 이스탄불)                                                             |
| 2020 | 바이에른 뮌헨           | 2 - 1 (연장)                  | 세비야                    | 푸슈카시 아레나 ( 헝가리 부다페스트)                                                           |
| 2021 | 첼시                    | 1 - 1(연장) 6 - 5 (승부차기)  | 비야레알                  | 윈저 파크 ( 북아일랜드 벨파스트)                                                               |
| 2022 | 레알 마드리드           | 2 - 0                         | 아인트라흐트 프랑크푸르트 | 헬싱키 올림픽 스타디움 ( 핀란드 헬싱키)                                                        |
| 2023 | 맨체스터 시티           | 1 - 1(연장) 5 - 4 (승부차기)  | 세비야                    | 카라이스카키스 스타디움 ( 그리스 피레아스)                                                     |
| 2024 | 레알 마드리드           | 2-0                           | 아탈란타                  | 바르샤바 국립경기장 ( 폴란드 바르샤바)                                                         |
| 2025 | 파리 생제르맹           | 2 - 2 4 - 3 (승부차기)        | 토트넘 홋스퍼             | 스타디오 프리울리 ( 이탈리아 우디네)                                                           |

※ 주석
1. ↑  1972 시즌은 비공식 경기로 열렸기 때문에 UEFA 공식 기록으로 인정되지 않는다. uefa.com (2008년 8월 31일). “Super Cup history”. 2009년 8월 29일에 확인함.
2. ↑  동독과 서독 간의 정치적 긴장 상태로 인해 열리지 않았다.
3. ↑  리버풀이 경기 일정을 이유로 디나모 트빌리시와의 경기를 거절함에 따라 열리지 않았다.
4. ↑  잉글랜드의 축구 클럽들이 헤이젤 참사와 관련된 UEFA의 징계 조치로 인해 유럽 대회에 출전하는 것이 금지되어 있었기 때문에 열리지 않았다.
5. ↑  정치적인 문제로 인해 중립 지대인 모나코에서 단판 승부 형식으로 열렸다.
6. ↑  유고슬라비아 전쟁의 여파로 인해 잉글랜드 맨체스터에서 단판 승부 형식으로 열렸다.
7. ↑  1992-93년 UEFA 챔피언스리그 우승 팀인 올랭피크 드 마르세유가 1992-93 프랑스 리그 1 시즌에서 일어난 승부조작, 뇌물 스캔들에 연루되어 출전 자격이 박탈(UEFA 챔피언스리그 우승 기록은 자체적으로 유효함)되었다. 이에 따라 UEFA 챔피언스리그 준우승 팀인 AC 밀란이 대신 참가하게 되었다.
8. ↑  원래는 포르투갈 포르투에 위치한 이스타디우 두 드라강에서 열릴 예정이었으나 UEFA 집행위원회가 유럽에서 일어난 코로나19 범유행의 여파를 고려하여 포르투갈에서 UEFA 챔피언스리그 결승전 경기를 개최하기로 결정했다. 이에 따라 헝가리 부다페스트에 위치한 푸슈카시 아레나에서 대신 열리게 되었다.
9. ↑  원래는 러시아 카잔에 위치한 아크 바르스 아레나에서 열릴 예정이었으나 러시아의 우크라이나 침공의 여파에 따른 UEFA와 FIFA의 결정에 따라 그리스 피레아스에서 열리게 되었다.

## 통계

### 팀별 우승 횟수
| 클럽                      | 우승 횟수 | 준우승 횟수 | 우승 연도                          | 준우승 연도                        |
| ------------------------- | --------- | ----------- | ---------------------------------- | ---------------------------------- |
| 레알 마드리드             | 6         | 3           | 2002, 2014, 2016, 2017, 2022, 2024 | 1998, 2000, 2018                   |
| 바르셀로나                | 5         | 4           | 1992, 1997, 2009, 2011, 2015       | 1979, 1982, 1989, 2006             |
| AC 밀란                   | 5         | 2           | 1989, 1990, 1994, 2003, 2007       | 1973, 1993                         |
| 리버풀                    | 4         | 2           | 1977, 2001, 2005, 2019             | 1978, 1984                         |
| 아틀레티코 마드리드       | 3         | 0           | 2010, 2012, 2018                   | —                                  |
| 바이에른 뮌헨             | 2         | 3           | 2013, 2020                         | 1975, 1976, 2001                   |
| 첼시                      | 2         | 3           | 1998, 2021                         | 2012, 2013, 2019                   |
| 아약스                    | 2         | 1           | 1973, 1995                         | 1987                               |
| 안데를레흐트              | 2         | 0           | 1976, 1978                         | —                                  |
| 유벤투스                  | 2         | 0           | 1984, 1996                         | —                                  |
| 발렌시아                  | 2         | 0           | 1980, 2004                         | —                                  |
| 포르투                    | 1         | 3           | 1987                               | 2003, 2004, 2011                   |
| 맨체스터 유나이티드       | 1         | 3           | 1991                               | 1999, 2008, 2017                   |
| 세비야                    | 1         | 6           | 2006                               | 2007, 2014, 2015, 2016, 2020, 2023 |
| 디나모 키이우             | 1         | 1           | 1975                               | 1986                               |
| 노팅엄 포레스트           | 1         | 1           | 1979                               | 1980                               |
| 갈라타사라이              | 1         | 0           | 2000                               | —                                  |
| 애버딘                    | 1         | 0           | 1983                               | —                                  |
| 스테아우아 부쿠레슈티     | 1         | 0           | 1986                               | —                                  |
| 메헬렌                    | 1         | 0           | 1988                               | —                                  |
| 파르마                    | 1         | 0           | 1993                               | —                                  |
| 라치오                    | 1         | 0           | 1999                               | —                                  |
| 애스턴 빌라               | 1         | 0           | 1982                               | —                                  |
| 제니트 상트페테르부르크   | 1         | 0           | 2008                               | —                                  |
| 맨체스터 시티             | 1         | 0           | 2023                               | —                                  |
| 함부르크                  | 0         | 2           | —                                  | 1977, 1983                         |
| 레인저스                  | 0         | 1           | —                                  | 1972                               |
| PSV 에인트호번            | 0         | 1           | —                                  | 1988                               |
| 삼프도리아                | 0         | 1           | —                                  | 1990                               |
| 츠르베나 즈베즈다         | 0         | 1           | —                                  | 1991                               |
| 베르더 브레멘             | 0         | 1           | —                                  | 1992                               |
| 아스널                    | 0         | 1           | —                                  | 1994                               |
| 레알 사라고사             | 0         | 1           | —                                  | 1995                               |
| 파리 생제르망             | 0         | 1           | —                                  | 1996                               |
| 보루시아 도르트문트       | 0         | 1           | —                                  | 1997                               |
| 페예노르트                | 0         | 1           | —                                  | 2002                               |
| CSKA 모스크바             | 0         | 1           | —                                  | 2005                               |
| 샤흐타르 도네츠크         | 0         | 1           | —                                  | 2009                               |
| 인테르나치오날레          | 0         | 1           | —                                  | 2010                               |
| 비야레알                  | 0         | 1           | —                                  | 2021                               |
| 아인트라흐트 프랑크푸르트 | 0         | 1           | —                                  | 2022                               |
| 아탈란타 BC               | 0         | 1           | —                                  | 2024                               |

### 국가별 우승 횟수
| 국가         | 우승 횟수 | 준우승 횟수 |
| ------------ | --------- | ----------- |
| 스페인       | 17        | 15          |
| 잉글랜드     | 10        | 10          |
| 이탈리아     | 9         | 5           |
| 벨기에       | 3         | 0           |
| 독일         | 2         | 8           |
| 네덜란드     | 2         | 3           |
| 포르투갈     | 1         | 3           |
| 러시아       | 1         | 1           |
| 소련         | 1         | 1           |
| 루마니아     | 1         | 0           |
| 스코틀랜드   | 1         | 0           |
| 튀르키예     | 1         | 0           |
| 프랑스       | 0         | 1           |
| 우크라이나   | 0         | 1           |
| 유고슬라비아 | 0         | 1           |

### 대회별 우승 횟수
| 대회              | 우승 | 준우승 |
| ----------------- | ---- | ------ |
| UEFA 챔피언스리그 | 29   | 20     |
| UEFA 컵위너스컵   | 12   | 12     |
| UEFA 유로파리그   | 8    | 17     |

## 같이 보기
- 슈퍼컵
- 레코파 수다메리카나
- CAF 슈퍼컵